# Max Raub
Max Raub   (Viena, 13 d'abril de 1926 - Viena, 9 de novembre de 2019) fou un piragüista en aigües tranquil·les austríac que va competir durant les dècades de 1940 i 1950.
El 1952 va prendre part en els Jocs Olímpics d'Estiu de Hèlsinki, on va disputar dues proves del programa de piragüisme. Formant equip amb Herbert Wiedermann va guanyar la medalla de bronze en la prova del K-2, 1.000 metres, mentre en la del K-2, 10.000 metres foren quarts. Quatre anys més tard, als Jocs de Melbourne, revalidà, amb el mateix company, la medalla de bronze en la prova del K-2, 1.000 metres.
En el seu palmarès també destaquen quatre medalles al Campionat del Món en aigües tranquil·les, una d'or i tres de bronze, entre les edicions del 1950 i 1954.